# Константинов, Анатолий Устинович
Анато́лий Усти́нович Константи́нов (12 июня 1923, Москва — 22 октября 2006, Москва) — советский лётчик-ас истребительной авиации в годы Великой Отечественной войны и военачальник, Герой Советского Союза (15.05.1946). Маршал авиации (30.04.1985).

## Биография
Родился в семье рабочего. Русский. В юности увлекался футболом, играл вратарём за юношеские команды «Металлург» и ЦДКА. Окончил 9 классов средней школы и Бауманский аэроклуб Москвы.

## Военная служба до Великой Отечественной войны
Призван Бауманским РВК города Москвы по комсомольской путёвке на военную службу в Красную Армию в 1940 году. Окончил Тбилисскую военную авиационную школу пилотов в 1941 году в звании старшего сержанта. Направлен в 8-й запасной истребительный авиационный полк под Саратовом на должность лётчика-инструктора.

## Великая Отечественная война
В боях Великой Отечественной войны с августа 1942 года. Сражался на Сталинградском (август—декабрь 1942), Южном (январь—октябрь 1943), 4-м Украинском (октябрь 1943 — май 1944), 1-м Украинском (июль—сентябрь 1944), 2-м Украинском (сентябрь 1944 — май 1945) фронтах. Участвовал в Сталинградской битве, в Ростовской, Миусской, Донбасской, Мелитопольской, Никопольско-Криворожской, Львовско-Сандомирской, Крымской, Дебреценской, Будапештской, Моравско-Остравской, Венской, Братиславско-Брновской и Пражской наступательных операциях. Участвовал в освобождении Польши, Румынии, Чехословакии, Венгрии и Австрии. Весь боевой путь прошёл в рядах 2-го истребительного авиационного полка, который приказом Народного комиссара обороны Союза ССР № 128 от 18 марта 1943 года за образцовое выполнение боевых задач и проявленные при этом мужество и героизм получил гвардейское звание и был переименован в 85-й гвардейский истребительный авиационный полк. В этом полку был лётчиком, командиром звена и командиром истребительной эскадрильи. Прославился как мастер воздушного сопровождения штурмовиков Ил-2, которые под его прикрытием практически не имели потерь от вражеской авиации. Всю войну летал на истребителях А. С. Яковлева (Як-1, Як-9, Як-3).
К февралю 1945 года совершил 294 боевых вылета, провёл 90 воздушных боёв, лично сбил 19 самолётов противника. За эти подвиги представлен к присвоению звания Героя Советского Союза.
Указом Президиума Верховного Совета СССР от 15 мая 1946 года за отвагу и геройство, проявленные в боях с немецкими захватчиками в Великой Отечественной войне капитану Константинову Анатолию Устиновичу присвоено звание Героя Советского Союза с вручением ордена Ленина и медали «Золотая Звезда».
После представления к званию Героя гвардии капитан А. У. Константинов продолжал воевать до последних дней войны. К Победе он совершил 327 боевых вылетов, участвовал в 96 воздушных боях, в которых сбил лично 22 самолёта противника, одержав свою последнюю победу в воздушном бою 2 мая 1945 года. Несколько раз был ранен, один раз сажал повреждённый самолёт на вынужденную посадку. Член ВКП(б) с 1943 года.

## После войны
После войны служил командиром авиационной эскадрильи, заместителем командира истребительного авиационного полка. С ноября 1952 года командовал истребительным авиационным полком на острове Сахалин. С февраля 1956 года — заместитель командира, а с марта 1957 года — командир истребительной авиационной дивизии в ВВС. В апреле 1958 года переведён в Войска ПВО страны, где также стал командиром авиационной дивизии. С мая 1960 по июль 1962 года командовал корпусом ПВО. Летал на реактивных самолётах МиГ-15, МиГ-19, Як-25 и Як-28.
В 1964 году окончил Военную академию Генерального штаба Вооружённых сил СССР, после чего с сентября 1964 года продолжил командовать корпусом ПВО. С июля 1968 года был первым заместителем командующего войсками Бакинского округа ПВО. С декабря 1970 года — командующий 11-й отдельной Краснознамённой армией ПВО — заместитель командующего войсками Дальневосточного ВО по войскам ПВО (штаб армии — Хабаровск). С июля 1973 года командовал войсками Бакинского округа ПВО. С марта 1980 года — командующий войсками Московского округа ПВО. В 1982 году окончил Высшие академические курсы при Военной академии Генерального штаба ВС СССР.
Был освобождён от должности за несколько дней до скандального полёта к Москве немецкого лётчика-любителя Матиаса Руста в 1987 году, однако после этого полёта обвинён в том, что подобное стало возможным из-за его недостатков в командовании округом.
С мая по август 1987 года и в 1990—1992 годах — военный инспектор-советник Группы генеральных инспекторов Министерства обороны СССР. С мая 1992 года — в отставке. Жил в Москве. В последние годы жизни был советником командующего войсками Командования специального назначения. Основатель и бессменный руководитель Совета Союза ветеранов Московского округа ПВО.
Член Центральной ревизионной комиссии КПСС (1981—1986). Кандидат в члены ЦК КПСС (1986—1989). Депутат Совета Союза Верховного Совета СССР 9—11 созывов (1974—1989) от Рязанской области.
Скончался 22 октября 2006 года. Похоронен на Троекуровском кладбище.

## Награды и звания
СССР
- Герой Советского Союза (15.05.1946);
- Орден «За заслуги перед Отечеством» IV степени;
- Два ордена Ленина (15.05.1946, 1982);
- Четыре ордена Красного Знамени (02.08.1943, 15.02.1944, 1954, 1968);
- Орден Александра Невского (22.02.1945);
- Два ордена Отечественной войны I степени (06.06.1945, 11.03.1985);
- Орден Отечественной войны II степени (23.05.1945);
- Два ордена Красной Звезды (05.01.1943, 1957);
- Орден «За службу Родине в Вооружённых Силах СССР» III степени (30.04.1975);
- Медаль «За боевые заслуги» (1950);
- Медаль «За взятие Будапешта» (1945);
- Медаль «За взятие Вены» (1945);
- Ряд других медалей СССР;

Иностранные награды
- Орден Тудора Владимиреску II степени (Румыния, 1.10.1974);
- Орден «Полярная Звезда» (Монголия, 6.07.1971);
- Крест Заслуги (Польша, 6.10.1973);
- Орден Красного Знамени (Венгрия, 4.04.1985)
- Орден Красной Звезды (ЧССР, 5.05.1975)
- Медаль «20-я годовщина Революционных Вооруженных сил Кубы» (Куба, 1986);
- Медаль «25 лет освобождения Румынии» (1969);
- Медаль «50 лет Монгольской Народной Революции» (1971);
- Медаль «60 лет Вооружённым силам МНР» (1981);
- Медаль «40 лет освобождения Чехословакии Советской Армией» (1985);
- Медаль «40 лет Победы над гитлеровским фашизмом» (Болгария, 1985);
- Почётный гражданин Севастополя и Жидлоховице (Чехия).

## Высшие воинские звания
- Генерал-майор авиации (7.05.1960)
- Генерал-лейтенант авиации (7.05.1966)
- Генерал-полковник авиации (4.11.1973)
- Маршал авиации (30.04.1985)[8]

## Память
- В Москве на доме № 4 во 2-м Полевом переулке, в котором жил Герой, установлена мемориальная доска (2011).